# Nupserha punctata
Nupserha punctata là một loài bọ cánh cứng trong họ Cerambycidae.